# Sent Lop (Cruesa)
Sent Lop (en francès Saint-Loup) és una comuna francesa, a la regió de la Nova Aquitània, departament de la Cruesa, al districte d'Aubusson i cantó de Chambon-sur-Voueize. La seva població al cens de 1999 era de 175 habitants. Està integrada a la Communauté De Communes Du Carrefour Des Quatre Provinces.

## Demografia
| 1968 | 1975 | 1982 | 1990 | 1999 |
| ---- | ---- | ---- | ---- | ---- |
| 310  | 250  | 234  | 186  | 175  |

## Administració
| Període   | Identitat     | Partit |
| --------- | ------------- | ------ |
| 2001-2008 | Renée Raynaud |        |
| 2008-     | Anne Bridoux  | PS     |